# Starnet
STARNET, s.r.o. je poskytovatel internetového připojení, chytré digitální televize a dalších datových internetových služeb na vlastní bezdrátové i optické síti rozšířené do devíti krajů České republiky.
Služby jsou poskytovány domácnostem, firmám, vývojářům a partnerům. Do portfolia společnosti patří také virtuální mobilní operátor StarTEL.

## Historie
STARNET, s.r.o. vznikla zápisem do obchodního rejstříku 10. prosince 2001. Původně bylo internetové připojení poskytováno pouze v Českých Budějovicích a okolí, během let pak došlo k výraznému nárůstu zákazníků a rozšíření do další okresů i krajů.
V roce 2014 se začala firma poskytovat i mobilní volání a internet, v roce 2015 na trh uvedla vlastní platforma pro digitální chytrou televizi pod značkou Mazaná TV, v roce 2016 vlastní řešení pro elektronickou evidenci tržeb a v roce 2017 představila vlastní síť pro Internet věcí.